# Comunas de la República del Congo
En la República del Congo, se denomina comuna a un tipo especial de subdivisión geográfica mediante la cual se organizan administrativamente las principales ciudades del país. Existen en el país un total de seis comunas, de las cuales hay dos equiparadas al mismo nivel que un departamento (subdivisión de primer nivel) y otras cuatro equiparadas a un distrito (subdivisión de segundo nivel). Las comunas tienen entre sí en común el hecho de subdividirse en divisiones urbanas llamadas arrondissements.

## Comunas equiparadas a departamentos
Junto a los diez departamentos, las dos principales ciudades del país forman cada una una comuna equiparada a un departamento: Brazzaville (la capital y ciudad más poblada del país) y Pointe-Noire (la segunda ciudad más poblada del país y su principal puerto del Atlántico).

### Brazzaville
Brazzaville se dividía en 2009 en los siguientes siete arrondissements:
- Makélékélé
- Bacongo
- Poto-Poto
- Moungali
- Ouenzé
- Talangaï
- Mfilou

En 2011 se añadieron a esta lista otros dos arrondissements: Madibou y Djiri.

### Pointe-Noire

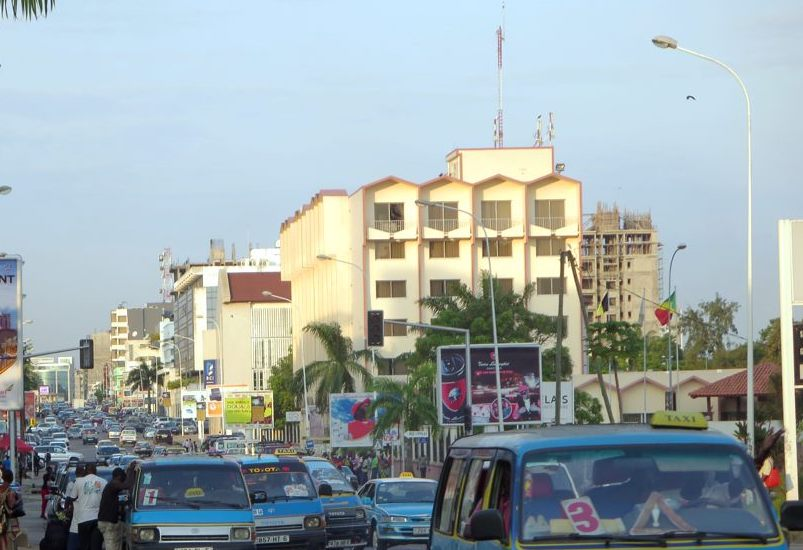
Pointe-Noire.

Pointe-Noire se dividía en 2009 en los siguientes cuatro arrondissements:
- Lumumba
- Mvoumvou
- Tié-Tié
- Loandjili

En 2011 se añadieron a esta lista otros dos arrondissements: Mongo-MPoukou y Ngoyo.

## Comunas equiparadas a distritos
Dentro de los demás departamentos del país, existen cuatro ciudades que no forman parte de ninguno de los distritos ya que por su importancia forman comunas:
| Comuna    | Departamento | Arrondissements     | Imagen |
| --------- | ------------ | ------------------- | ------ |
| Dolisie   | Niari        | 2 (sin nombre)      |        |
| Mossendjo | Niari        | Bouali Itsibou      |        |
| Nkayi     | Bouenza      | Mouana Ntô Soulouka |        |
| Ouesso    | Sangha       | Djalangoye Mbindjo  |        |

En 2017 se aprobó dar estatus de comunas a las ciudades de Owando y Ewo.